# Kanton Caen-6
Hérouville-Saint-Clair (Caen-6) is een kanton van het Franse departement Calvados. Het kanton maakt deel uit van het arrondissement Caen.

## Gemeenten
Het kanton Hérouville-Saint-Clair (Caen-6) omvat de volgende gemeenten:
- Caen (deels, hoofdplaats)
- Hérouville-Saint-Clair (deels)